# 18. Armee (Japanisches Kaiserreich)
Die 18. Armee (jap. 第18軍, Dai-jūhachi-gun) war von 1942 bis 1945 ein Großverband des Kaiserlich Japanischen Heeres. Ihr Tsūshōgō-Code (militärischer Tarnname) war Entschlossen (猛, Mō) oder Mō 7910.

## Geschichte
Als sich im Oktober 1942 die Schlacht um Guadalcanal ihrem Höhepunkt näherte und sich eine japanische Niederlage abzeichnete entschloss sich Generalleutnant Hitoshi Imamura, Befehlshaber der 8. Regionalarmee (Teil der Südarmee), am 9. November 1942 die 18. Armee zu gründen. Damit konnte sich die 17. Armee, die zuvor für die Salomonen und Neuguinea zuständig gewesen war, voll auf Ersteres konzentrieren.
Die 18. Armee war für den östlichen Teil Neuguineas verantwortlich, der sich von ihrem Hauptquartier in Wewak aus zirka 400 km in westliche und östliche Richtungen erstreckte. Dieser 800 km breite Verantwortungsbereich verlief südlich über die Insel bis zu deren südlichen Rand. Dieses Gebiet umfasste ca. 480.000 Quadratkilometer, das der Fläche Deutschlands, Österreichs und der Schweiz in etwa zusammen entspricht. Ca. 100.000 Soldaten standen Generalleutnant Adachi Hatazō, ihrem Oberbefehlshaber, und seinem Stabschef Generalleutnant Yoshihara Kane dazu zur Verfügung. Die Hauptkontingente der 18. Armee bestanden aus der 20., 41. und 51. Division sowie weiteren kleineren Einheiten. Durch vorangegangene Kämpfe sowie durch Verluste beim Schiffstransport waren die drei Divisionen allerdings nicht mehr auf Sollstärke. Die 41. Division hatte von ihren ursprünglichen 20.000 Mann nur noch 13.700 Mann, die 51. Division hatte, unter anderem in der Schlacht in der Bismarcksee, bereits erhebliche Verluste erlitten und belief sich von ehemals 25.000 Mann auf nur noch 7.200 Mann. Dazu kam, das fast der gesamte Artilleriepark in den Basen an der Küste verblieb, während nur vereinzelt leichte Geschütze wie das 37-mm-Feldgeschütz Typ 94 und Typ 92 Bataillonsgeschütz mit ins Landesinnere genommen werden konnten.

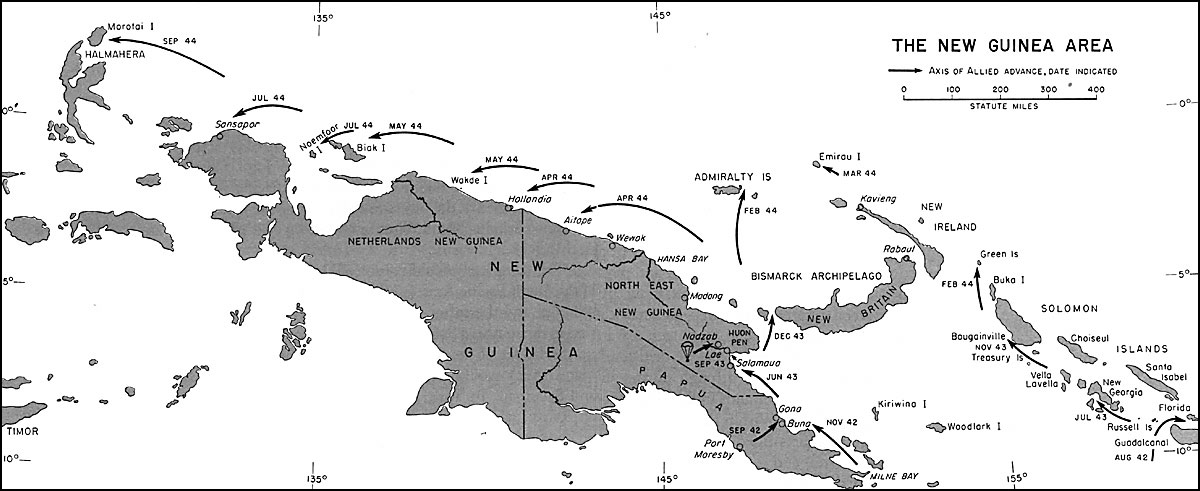
Karte des Einsatzgebietes der 18. Armee auf Neuguinea.

Ab 30. Juni 1943 starteten die Alliierten die Operation Cartwheel, die das Ziel hatte, die stark ausgebaute Festung von Rabaul zu isolieren und zu umgehen. Dazu war geplant, Neuguinea unter alliierte Kontrolle zu bringen. Mit den Landungen bei Hollandia und Aitape (→ Operation Reckless, Operation Persecution) am 22. April 1944 begann die Umsetzung des RENO-Plans des General McArthur zur Einnahme japanischer Flugfelder und Stützpunkte in Westneuguinea. Damit wurde eine weitgehende Isolation der 18. Armee bei Wewak erreicht dessen sich das Daihon’ei bewusst war und sie im November 1943 der 2. Regionalarmee unterstellte. In Folge der schlechten Versorgung verlor die 18. Armee nicht nur in Kämpfen wie z. B. in der Schlacht um die Huon-Halbinsel einen Großteil ihrer Soldaten, sondern auch durch Krankheiten und Unterernährung. Am Ende des Krieges waren noch 13.000 Mann am Leben, die sich der australischen 6th Division unter Generalleutnant H.C.H. Robertson ergaben.
Im September 1945 wurde die 18. Armee aufgelöst.

## Oberbefehlshaber
|                  | Name                           | Von              | Bis            |
| ---------------- | ------------------------------ | ---------------- | -------------- |
| Oberbefehlshaber | Generalleutnant Adachi Hatazō  | 9. November 1942 | September 1945 |
| Stabschef        | Generalleutnant Yoshihara Kane | 9. November 1942 | September 1945 |

## Untergeordnete Einheiten
- 18. Armee-Stab
- 20. Division
- 41. Division
- 51. Division
- 18. Armee Signal- und Fernmelde-Einheit
- 6. Selbstständiges Panzerabwehr-Bataillon
- 21. Mörser-Bataillon (9 cm)
- 50., 56., 58., 61., 62. und 63. Feld-Flugabwehr-Bataillon
- 38., 39., 40. und 41. Selbstständige Flugabwehr-Kompanie
- 25. und 29. Feld-Maschinenkanonen-Kompanie
- 1., 2., 3., 4., 6. und 7. Selbstständiges Feld-Suchscheinwerfer-Kompanie
- 4. Pionier-Einheit, Stab
  - 8., 30., 33., 36. und 37. Selbstständige Pionier-Einheit
  - 35., 36., 37., 38., 40., 44. und 48. Straßenbau-Einheit
- 3. und 4. Feld-Transport-Kommando
- 3. Selbstständiges Transport-Regiment
  - 39. und 42. Transport-Bataillon
  - 225., 263., 290., 291., 302. und 304. Selbstständige Transport-Kompanie
  - 1.–12., 16.–18. Selbstständige Spezial-Transport-Kompanie
- 1. Schiffs-Transport-Gruppe
- 5. und 9. Schiffs-Pionier-Regiment